# جانی نام من است
جانی نام من است (به هندی: Johny Mera Naam) فیلمی محصول سال ۱۹۷۰ و به کارگردانی ویجی آناند است. در این فیلم بازیگرانی همچون دو آناند، هما مالینی، پران، جوان، پریم نات، آی. اس جوهر، افتخار ایفای نقش کرده‌اند.